# Переменный капитал
Переме́нный капита́л — часть капитала, которая используется для покупки рабочей силы (заработная плата). Термин в таком значении впервые использовал Карл Маркс в работе «Капитал». Это одно из основных понятий марксистской политической экономии. В известной Марксу экономике не было налогов на зарплату, поэтому в его анализе такие налоги не рассматриваются.
Разделение совокупного капитала на постоянный и переменный потребовалось Марксу для того, чтобы показать разные роли, которые играют эти части в процессе формирования стоимости производимого товара. Маркс считал, что в процессе производства постоянный капитал лишь переносит свою стоимость на результат производства, но не создаёт дополнительной стоимости (не формирует прибыль). Наблюдаемое превышение стоимости результатов производства (выпущенных товаров) над суммой материальных затрат на это производство Маркс объяснял особой ролью затрат на покупку рабочей силы — переменный капитал, заработную плату, которая является частью необходимого для производства капитала. Маркс считал, что переданные работнику средства являются оплатой не за его реальный труд, а за его способность к труду. Чтобы такая способность появилась и поддерживалась, рабочий должен питаться, одеваться, учиться, содержать семью. Эти затраты по своей сути являются потреблением рабочего, но при этом именно они формируют стоимость рабочей силы. В процессе производства не происходит переноса этой стоимости на результат производства, так как потребление рабочего происходит за рамками производства. Но купленная за этот капитал рабочая сила в процессе труда работника создаёт новую стоимость, которая обычно больше уплаченной работнику стоимости его рабочей силы. Из-за такого превышения переменный капитал в процессе производственного потребления (в процессе труда нанятого рабочего) воспроизводит свой собственный эквивалент и сверх того избыток — прибавочную стоимость. Карл Маркс назвал эту часть капитала переменным потому, что его стоимость на товар не переносится, а покупается возможность создать новую стоимость, величина которой обычно не совпадает с размером использованного капитала.
В бухгалтерском учёте термин переменный капитал не используется.

## Критика
Австрийский экономист О. Бём-Баверк, в своём труде «Критика теории Маркса», опубликованном в 1896 году, указал на имеющиеся противоречия и расхождения в трактовке данного понятия в 1-м и 3-м томах «Капитала», на основании этого он утверждал об ошибочности главных элементов теории Маркса: трудовой теории стоимости и теории прибавочной стоимости.